# Bazoches-sur-Guyonne
Bazoches-sur-Guyonne là một xã của Pháp nằm ở tỉnh Yvelines (Quận Rambouillet) thuộc vùng Île-de-France, có cự ly 19 km về phía bắc của Rambouillet.
Người dân địa phương trong tiếng Pháp gọi là Bazochéens.

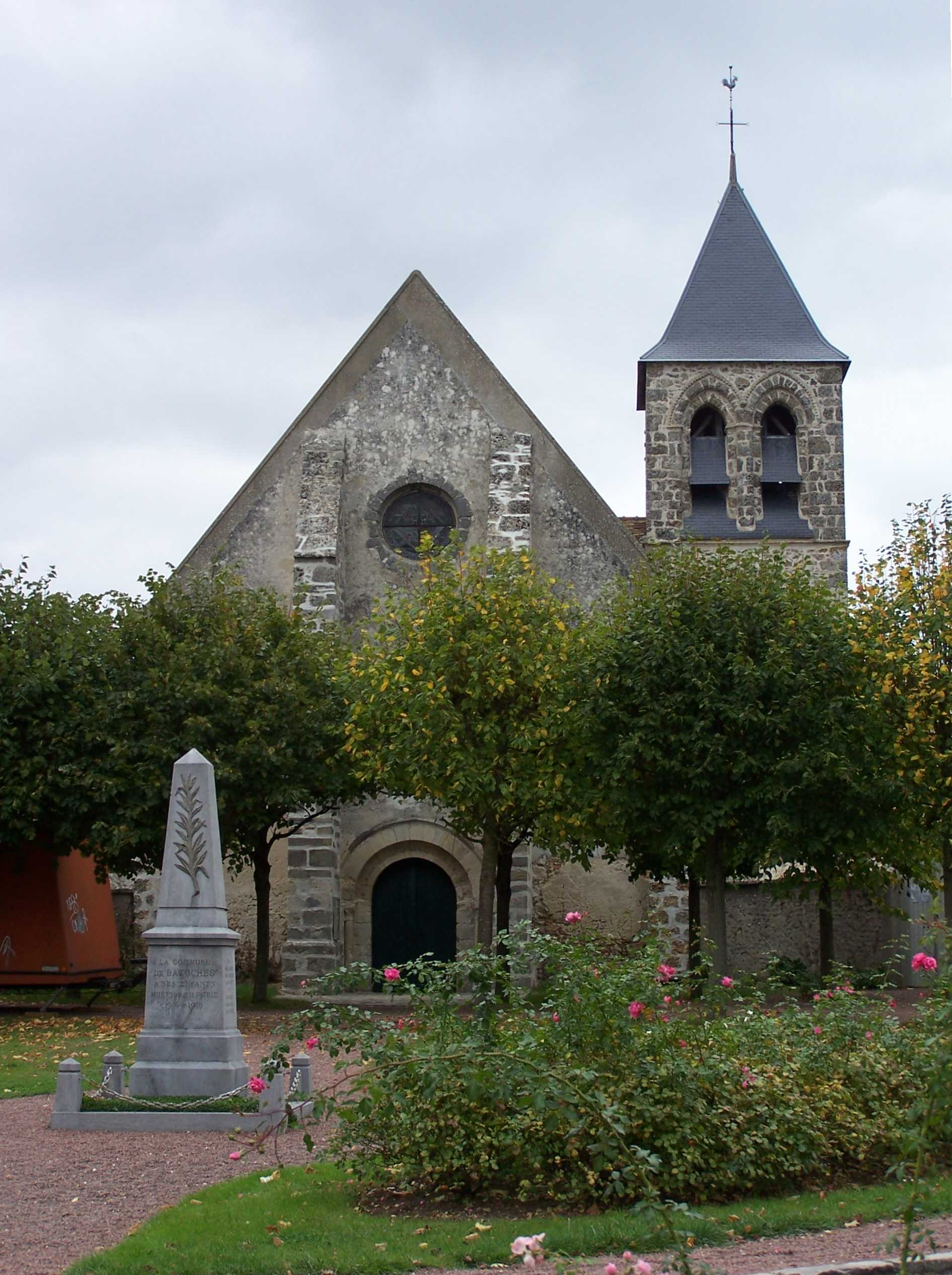
Nhà thờ Saint-Martin

Xã này giáp các xã: Tremblay-sur-Mauldre về phía đông, Saint-Rémy-l'Honoré về phía đông nam, Mesnuls về phía nam, de Montfort-l'Amaury về phía tây nam, Méré về phía tây-tây-bắc, d Mareil-le-Guyon về phía bắc và Neauphle-le-Vieux.

## Biến động dân số
| 1793 | 1800 | 1806 | 1821 | 1831 | 1836 | 1841 | 1846 | 1851 |
| ---- | ---- | ---- | ---- | ---- | ---- | ---- | ---- | ---- |
| 377  | 417  | 418  | 398  | 391  | 411  | 352  | 348  | 355  |

| 1856 | 1861 | 1866 | 1872 | 1876 | 1881 | 1886 | 1891 | 1896 |
| ---- | ---- | ---- | ---- | ---- | ---- | ---- | ---- | ---- |
| 321  | 342  | 297  | 289  | 272  | 273  | 282  | 288  | 259  |

| 1901 | 1906 | 1911 | 1921 | 1926 | 1931 | 1936 | 1946 | 1954 |
| ---- | ---- | ---- | ---- | ---- | ---- | ---- | ---- | ---- |
| 279  | 278  | 241  | 238  | 231  | 232  | 219  | 222  | 202  |

| 1962                                         | 1968 | 1975 | 1982 | 1990 | 1999 | - | - | - |
| -------------------------------------------- | ---- | ---- | ---- | ---- | ---- | - | - | - |
| 230                                          | 256  | 286  | 308  | 423  | 477  | - | - | - |
| Số liệu kể từ 1962 : dân số không tính trùng |      |      |      |      |      |   |   |   |

## Hành chính

### Les maires de Bazoches-sur-Guyonne
| Danh sách các thị trưởng               |           |                   |      |         |
| Giai đoạn                              | Giai đoạn | Tên               | Đảng | Tư cách |
| tháng 3 năm 2001                       | 2008      | Philippe Bignault |      |         |
| mars 2008                              | 2014      | Philippe Bignault |      |         |
| Tất cả các dữ liệu trước đây không rõ. |           |                   |      |         |